# Carcastillo
Carcastillo – gmina w Hiszpanii, w Nawarze, o powierzchni 97 km². W 2011 roku gmina liczyła 2549 mieszkańców.